# Il guascone
Il guascone (Le chevalier de Pardaillan) è un film del 1962 diretto da Bernard Borderie e tratto dal romanzo La Fausta della serie Les Pardaillan di Michel Zévaco. 

## Trama
Nella Francia del XVI secolo, il Cavaliere di Pardaillan salva dal rapimento la bella ragazza boema Violetta, ma la giovane continua ad essere minacciata dagli scagnozzi del malvagio duca di Guisa perché in realtà la ragazza è Isabelle d'Entraigues, erede al trono di Francia, ed egli intende sposarla per diventare lui stesso re. Quando il duca fa nuovamente rapire la ragazza, Pardaillan passa all'azione.

## Riprese
Le riprese in esterni si sono svolte nei seguenti dipartimenti francesi: 
- Aveyron : Pont Vieux sulla Sorgues a Saint-Affrique;
- Corrèze : Allassac, Collonges-la-Rouge[1], tagliacque di Saillant sul Vézère a Voutezac[1] ;
- Dordogne : Castello di Biron[1], Castello di Hautefort[1], Monpazier[1] ;
- Lot e Garonna : mulino de Lartigue a Montauriol[1], sulle rive della Baïse a Nérac[1] ;
- Yonne : Noyers-sur-Serein[1].

## Distribuzione
Il film è stato distribuito nei cinema francesi il 19 ottobre 1962, mentre in Italia è stato distribuito il 24 dicembre 1962.

## Sequel
Nel 1964 il regista ne girò un sequel intitolato Le armi della vendetta.